# Darlawn
Darlawn är en ort i Indien.   Den ligger i distriktet Aizawl och delstaten Mizoram, i den östra delen av landet, 1 600 km öster om huvudstaden New Delhi. Darlawn ligger 1 119 meter över havet och antalet invånare är 3 962.
Terrängen runt Darlawn är kuperad åt sydost, men åt nordväst är den bergig. Darlawn ligger uppe på en höjd. Runt Darlawn är det ganska glesbefolkat, med 23 invånare per kvadratkilometer. Det finns inga andra samhällen i närheten. I omgivningarna runt Darlawn växer i huvudsak städsegrön lövskog.